# Sean Pouedet
Sean Pouedet (23 september 2003) is een Belgisch basketballer.

## Carrière
Pouedet speelde in de jeugd van BC Machelen-Diegem en Bavi Vilvoorde. Bij deze laatste maakte hij zijn debuut in de eerste ploeg in de derde klasse. Hij kreeg in 2020 een kans bij eersteklasser Phoenix Brussels op Double-Affiliation met Bavi Vilvoorde. Bij Brussels speelde hij in zijn eerste seizoen acht wedstrijden mee en dertien in zijn tweede seizoen. In 2022 tekende hij een contract bij tweedeklasser Kortrijk Spurs waarmee hij in het seizoen 2023/24 uitkwam in de BNXT League.
Pouedet is tevens actief als jeugdinternational voor de Belgische nationale selectie.

## Erelijst
- Belgische tweede klasse: 2023